# Leander paulensis
Leander paulensis är en kräftdjursart som beskrevs av Ortmann 1897. Leander paulensis ingår i släktet Leander och familjen Palaemonidae. Inga underarter finns listade i Catalogue of Life.